# Paeoniaceae
Paeoniaceae је фамилија скривеносеменица, која обухвата само један савремени род – божур (Paeonia). Ареал фамилије обухвата већи део Евроазије и западни део Северне Америке.